# The Stick Season (We'll All Be Here Forever) Tour
Il The Stick Season (We'll All Be Here Forever) Tour è il quarto tour di concerti del cantautore statunitense Noah Kahan, a supporto della riedizione del suo terzo album in studio, Stick Season.

## Scaletta
Questa scaletta è tratta dal concerto del 26 marzo 2024, a Vancouver. Non è, perciò, rappresentativa di tutti gli spettacoli del tour.
1. Dial Drunk
2. New Perspective
3. Everywhere, Everything
4. False Confidence
5. Forever
6. Come Over
7. Godlight
8. Pain Is Like Cold Water
9. Maine
10. All My Love
11. Your Needs, My Needs
12. Paul Revere
13. You're Gonna Go Far
14. Homesick
15. Growing Sideways
16. Glue Myself Shut
17. She Calls Me Back
18. Call Your Mom
19. Orange Juice
20. Northern Attitude
21. Young Blood
22. The View Between Villages
23. Stick Season

## Date
| Data              | Città               | Stato       | Luogo                                              |
| Oceania           | Oceania             | Oceania     | Oceania                                            |
| ----------------- | ------------------- | ----------- | -------------------------------------------------- |
| 17 gennaio 2024   | Melbourne           | Australia   | Sidney Myer Music Bowl                             |
| 18 gennaio 2024   | Melbourne           | Australia   | Sidney Myer Music Bowl                             |
| 20 gennaio 2024   | Brisbane            | Australia   | Riverstage                                         |
| 23 gennaio 2024   | Sydney              | Australia   | Hordern Pavilion                                   |
| 24 gennaio 2024   | Sydney              | Australia   | Hordern Pavilion                                   |
| 27 gennaio 2024   | Perth               | Australia   | Red Hill Auditorium                                |
| Europa            |                     |             |                                                    |
| 8 febbraio 2024   | Dublino             | Irlanda     | 3Arena                                             |
| 10 febbraio 2024  | Glasgow             | Regno Unito | OVO Hydro                                          |
| 11 febbraio 2024  | Leeds               | Regno Unito | First District Arena                               |
| 13 febbraio 2024  | Cardiff             | Regno Unito | Cardiff International Arena                        |
| 14 febbraio 2024  | Wembley             | Regno Unito | OVO Arena Wembley                                  |
| 15 febbraio 2024  | Wembley             | Regno Unito | OVO Arena Wembley                                  |
| 17 febbraio 2024  | Parigi              | Francia     | L'Olympia                                          |
| 18 febbraio 2024  | Colonia             | Germania    | Palladium                                          |
| 21 febbraio 2024  | Berlino             | Germania    | Columbiahalle                                      |
| 23 febbraio 2024  | Copenhagen          | Danimarca   | K.B. Hallen                                        |
| 25 febbraio 2024  | Amsterdam           | Paesi Bassi | AFAS Live                                          |
| 26 febbraio 2024  | Brussels            | Belgio      | Forest National                                    |
| Nord America      |                     |             |                                                    |
| 2 marzo 2024      | Tempe               | Stati Uniti | Tempe Beach Park                                   |
| 26 marzo 2024     | Vancouver           | Canada      | Rogers Arena                                       |
| 28 marzo 2024     | Calgary             | Canada      | Scotiabank Saddledome                              |
| 29 marzo 2024     | Edmonton            | Canada      | Rogers Place                                       |
| 30 marzo 2024     | Saskatoon           | Canada      | SaskTel Centre                                     |
| 2 aprile 2024     | Winnipeg            | Canada      | Canada Life Centre                                 |
| 6 aprile 2024     | Toronto             | Canada      | Scotiabank Arena                                   |
| 9 aprile 2024     | Ottawa              | Canada      | Canadian Tire Centre                               |
| 10 aprile 2024    | Quebec City         | Canada      | Videotron Centre                                   |
| 13 aprile 2024    | Montreal            | Canada      | Bell Centre                                        |
| 14 aprile 2024    | Toronto             | Canada      | Scotiabank Arena                                   |
| 16 aprile 2024    | Toronto             | Canada      | Scotiabank Arena                                   |
| 17 aprile 2024    | London              | Canada      | Budweiser Gardens                                  |
| 20 aprile 2024    | North Charleston    | Stati Uniti | Riverfront Park                                    |
| 21 aprile 2024    | Miramar Beach       | Stati Uniti | Seascape Golf Course                               |
| 3 maggio 2024     | Atlanta             | Stati Uniti | Central Park                                       |
| 5 maggio 2024     | Charlotte           | Stati Uniti | Uptown                                             |
| 20 maggio 2024    | Asheville           | Stati Uniti | ExploreAsheville.com Arena                         |
| 22 maggio 2024    | Asheville           | Stati Uniti | ExploreAsheville.com Arena                         |
| 24 maggio 2024    | Nashville           | Stati Uniti | Bridgestone Arena                                  |
| 25 maggio 2024    | Nashville           | Stati Uniti | Bridgestone Arena                                  |
| 28 maggio 2024    | Cuyahoga Falls      | Stati Uniti | Blossom Music Center                               |
| 29 maggio 2024    | Burgettstown        | Stati Uniti | The Pavilion at Star Lake                          |
| 31 maggio 2024    | Noblesville         | Stati Uniti | Ruoff Music Center                                 |
| 1 giugno 2024     | Lexington           | Stati Uniti | The Red Mile                                       |
| 4 giugno 2024     | Maryland Heights    | Stati Uniti | Hollywood Casino Amphitheatre                      |
| 5 giugno 2024     | Bonner Springs      | Stati Uniti | Azura Amphitheater                                 |
| 7 giugno 2024     | Saint Paul          | Stati Uniti | Xcel Energy Center                                 |
| 8 luglio 2024     | Saint Paul          | Stati Uniti | Xcel Energy Center                                 |
| 11 giugno 2024    | Dallas              | Stati Uniti | Dos Equis Pavilion                                 |
| 13 giugno 2024    | The Woodlands       | Stati Uniti | Cynthia Woods Mitchell Pavilion                    |
| 14 giugno 2024    | Austin              | Stati Uniti | Moody Center                                       |
| 15 giugno 2024    | Austin              | Stati Uniti | Moody Center                                       |
| 18 giugno 2024    | Chula Vista         | Stati Uniti | North Island Credit Union Amphitheatre             |
| 20 giugno 2024    | Los Angeles         | Stati Uniti | Hollywood Bowl                                     |
| 21 giugno 2024    | Los Angeles         | Stati Uniti | Hollywood Bowl                                     |
| 25 giugno 2024    | Greenwood Village   | Stati Uniti | Fiddler's Green Amphitheater                       |
| 26 giugno 2024    | Greenwood Village   | Stati Uniti | Fiddler's Green Amphitheater                       |
| 29 giugno 2024    | George              | Stati Uniti | The Gorge                                          |
| 1 luglio 2024     | Ridgefield          | Stati Uniti | RV Inn Style Resorts Amphitheater                  |
| 3 luglio 2024     | Wheatland           | Stati Uniti | Toyota Amphitheatre                                |
| 5 luglio 2024     | Berkeley            | Stati Uniti | The Greek Theatre                                  |
| 6 luglio 2024     | Berkeley            | Stati Uniti | The Greek Theatre                                  |
| 9 luglio 2024     | West Valley City    | Stati Uniti | Utah First Credit Union Amphitheatre               |
| 15 luglio 2024    | New York            | Stati Uniti | Madison Square Garden                              |
| 16 luglio 2024    | New York            | Stati Uniti | Madison Square Garden                              |
| 18 luglio 2024    | Boston              | Stati Uniti | Fenway Park                                        |
| 19 luglio 2024    | Boston              | Stati Uniti | Fenway Park                                        |
| 2 agosto 2024     | Montreal            | Canada      | Parc Jean-Drapeau                                  |
| 4 agosto 2024     | St. Charles         | Stati Uniti | Avenue of the Saints Amphitheater and Event Center |
| Europa            |                     |             |                                                    |
| 13 agosto 2024    | Manchester          | Regno Unito | Co-op Live                                         |
| 14 agosto 2024    | Newcastle upon Tyne | Regno Unito | Utilita Arena                                      |
| 16 agosto 2024    | Stradbally          | Irlanda     | Stradbally Hall                                    |
| 17 agosto 2024    | Belfast             | Regno Unito | Boucher Road Playing Fields                        |
| 20 agosto 2024    | Birmingham          | Regno Unito | Utilita Arena Birmingham                           |
| 21 agosto 2024    | Londra              | Regno Unito | The O2 Arena                                       |
| 22 agosto 2024    | Londra              | Regno Unito | The O2 Arena                                       |
| 24 agosto 2024    | Amsterdam           | Paesi Bassi | Ziggo Dome                                         |
| 26 agosto 2024    | Amburgo             | Germania    | Stadtpark Freilichtbühne                           |
| 27 agosto 2024    | Berlino             | Germania    | Zitadelle Spandau                                  |
| Nord America      |                     |             |                                                    |
| 11 settembre 2024 | East Troy           | Stati Uniti | Alpine Valley Music Theatre                        |
| 13 settembre 2024 | North Rustico       | Canada      | 8779 Route 6, Cavendish                            |
| 14 settembre 2024 | Asbury Park         | Stati Uniti | Asbury Park Oceanfront                             |
| 19 settembre 2024 | Essex Junction      | Stati Uniti | Champlain Valley Fairgrounds and Exposition Center |
| 22 settembre 2024 | St. Augustine       | Stati Uniti | Francis Field                                      |
| 28 settembre 2024 | Bridgeport          | Stati Uniti | Seaside Park                                       |
| 29 settembre 2024 | Franklin            | Stati Uniti | The Park at Harlinsdale Farm                       |